# Салаев, Бадма Катинович
Бадма Катинович Салаев (калм. Салан Кооткин Бадм, 24 марта 1966, пос. Хомутников, Ики-Бурульский район, Калмыцкая АССР, РСФСР) — общественный и политический деятель, с 21 декабря 2010 года — ректор Калмыцкого государственного университета. Доктор биологических  наук, кандидат педагогических наук.

## Биография
В 1990 году окончил Калмыцкий государственный университет по специальности «Зоотехния». После окончания вуза работал заместителем секретаря комитета ВЛКСМ КГУ, ведущим специалистом сектора печати Секретариата Верховного Совета Калмыцкой ССР, секретарём комитета комсомола Калмгосуниверситета ВЛКСМ КГУ.
В 1991—1992 гг. — заведующий отделом по делам молодёжи Элистинского горисполкома. В 1992—1993 гг. — заведующий отделом по делам молодёжи и спорта, председатель комитета по делам молодёжи администрации г. Элиста. В 1993—1998 гг. — главный специалист Аппарата Представителя Президента Республики Калмыкия в г. Элиста. В 1998—1999 гг. — заведующий отделом по делам молодёжи, туризму и спорта мэрии г. Элиста.
С 1999 года работает в органах исполнительной власти Республики Калмыкия. В 1999 г. — Главный специалист секретариата Первого заместителя Председателя Правительства Республики Калмыкия. С марта 1999 г. — Заместитель министра общего и профессионального образования Республики Калмыкия. С января 2003 г. по декабрь 2007 года — Министр образования и науки Республики Калмыкия. С декабря 2007 года — Министр образования, культуры и науки Республики Калмыкия. С марта 2008 года — Заместитель Председателя Правительства Республики Калмыкия — министр образования, культуры и науки Республики Калмыкия. С февраля 2009 года — министр образования, культуры и науки Республики Калмыкия. С июня 2009 года — заместитель Председателя Правительства Республики Калмыкия — министр образования, культуры и науки Республики Калмыкия.
В 2004 году защитил кандидатскую диссертацию на тему «Формирование ценностных ориентаций как средство преодоления девиантного поведения подростков».
С 21 декабря 2010 года — ректор Калмыцкого государственного университета.

## Публикации
- Салаев, Б. К. Формирование ценностных ориентаций как средство преодоления девиантного поведения подростков : диссертация … кандидата педагогических наук : 13.00.01. — Волгоград, 2004. — 176 с.
- Борликов Г. М., Салаев Б. К., Ботова С. Н. Формирование инновационной инфраструктуры регионального вуза как фактор устойчивого развития региона // Интеграция образования. 2013. № 1
- Куканова В. В., Салаев Б. К., Трофимова С. М. Структура электронного учебника калмыцкого языка: проблемы и перспективы // Новые исследования Тувы. 2013, № 4.

## Награды и звания
- Награждён Почетной грамотой Республики Калмыкия, Нагрудным знаком «Почётный работник начального профессионального образования Российской Федерации». Имеет звание «Заслуженный учитель Республики Калмыкия»[2].
- Почётный профессор Атырауского государственного университета[3].

## Критика
По данным вольного сетевого сообщества «Диссернет», являлся автором  диссертации, которая содержит масштабные заимствования, не оформленные как цитаты